# Liga Premier de Kuwait 2014-15
La temporada 2014–15 de la Liga Premier de Kuwait es la 53ra edición de la Liga Premier de Kuwait desde el establecimiento de la liga. 
El Al Qadsia es el actual campeón del torneo.

## Equipos
Participan 14 equipos en la Liga Premier, luego de la fusión de la liga de mayor nivel con la División 1, por lo que esta desapareció. Por lo tanto, no hay descensos.

### Datos generales
Note: Lista de la Tabla en orden alfabético.
| Equipo         | Estadio                  | Capacidad |
| -------------- | ------------------------ | --------- |
| Al Arabi       | Sabah Al-Salem           | 22,000    |
| Al Fahaheel FC | Nayif Daboos             | 3,000     |
| Al Jahra SC    | Al Shabab Mubarak Alaiar | 17,000    |
| Al Kuwait      | Al Kuwait SC             | 18,000    |
| Al Naser       | Ali Al-Salem Al-Sabah    | 10,000    |
| Qadsia SC      | Mohammed Al-Hamad        | 22,000    |
| Al Sahel       | Abu Halifa City          | 5,000     |
| Al Salibikhaet | Al Salibikhaet           | 7,000     |
| Al Salmiya SC  | Thamir                   | 16,100    |
| Al Shabab SC   | Al-Ahmadi                | 18,000    |
| Al Tadamun SC  | Farwaniya                | 14,000    |
| Al Yarmouk     | Mishref                  | 12,000    |
| Kazma SC       | Al-Sadaqua Walsalam      | 21,500    |
| Khaitan SC     | Khaitan SC               | 3,000     |

## Tabla de posiciones
|     | Equipos de fútbol | PJ | G  | E | P  | GF | GC | Dif | Pts |
| --- | ----------------- | -- | -- | - | -- | -- | -- | --- | --- |
| 01. | Al Kuwait(C)      | 26 | 20 | 6 | 0  | 69 | 12 | +57 | 66  |
| 02. | Al Arabi          | 26 | 21 | 3 | 2  | 66 | 12 | +54 | 66  |
| 03. | Qadsia SC         | 26 | 17 | 5 | 4  | 60 | 20 | +40 | 56  |
| 04. | Al Salmiya SC     | 26 | 16 | 7 | 3  | 69 | 24 | +45 | 55  |
| 05. | Al Jahra SC       | 26 | 16 | 7 | 3  | 54 | 24 | +30 | 55  |
| 06. | Kazma SC          | 26 | 15 | 6 | 5  | 59 | 30 | +29 | 51  |
| 07. | Al Sulaibikhat    | 25 | 9  | 6 | 11 | 26 | 34 | -8  | 33  |
| 08. | Khaitan SC        | 26 | 8  | 6 | 12 | 29 | 39 | -10 | 30  |
| 09. | Al Naser SC       | 26 | 6  | 5 | 15 | 22 | 40 | -18 | 23  |
| 10. | Al Yarmouk        | 26 | 4  | 7 | 15 | 26 | 46 | -20 | 19  |
| 11. | Al Shabab         | 26 | 4  | 6 | 16 | 17 | 58 | -41 | 18  |
| 12. | Al Sahel          | 26 | 3  | 6 | 17 | 26 | 70 | -44 | 15  |
| 13. | Al Fahaheel       | 26 | 3  | 4 | 19 | 23 | 67 | -44 | 13  |
| 14. | Al Tadhamon       | 26 | 2  | 2 | 22 | 17 | 87 | -70 | 8   |

Pts = Puntos; PJ = Partidos jugados; G = Partidos ganados; E = Partidos empatados; P = Partidos perdidos; GF = Goles anotados; GC = Goles recibidos; Dif = Diferencia de goles

(C) = Campeón.

Fuente:
1. ↑  Clasifica a la Copa de la AFC 2016 como campeón de la Copa del Emir.

|  | Liga de Campeones 2016 (Play-off)       |
|  | Copa de la AFC 2016 (Fase de grupo)     |
|  | Copa de Clubes Campeones del Golfo 2016 |

## Estadísticas

### Goleadores
Actualizado hasta el 9 de mayo de 2015.
| Lugar | Jugador         | Equipo        | Goles |
| ----- | --------------- | ------------- | ----- |
| 1     | Patrick Fabiano | Kazma SC      | 20    |
| 2     | Firas Al-Khatib | Al Arabi      | 16    |
| 3     | Jemaa Saeed     | Al Salmiya SC | 14    |
| 3     | Faisal Alenezi  | Al-Salmiya SC | 14    |
| 5     | Bader Al Mutawa | Al Qadsia     | 12    |
| 5     | Odai Al Saify   | Al-Salmiya SC | 12    |
| 5     | Danijel Subotic | Qadsia SC     | 12    |
| 5     | Vinicius        | Al Jahra SC   | 12    |
| 5     | Naser Al Hajri  | Kazma SC      | 12    |